# Isla del Castrón de Santiuste
La Isla del Castrón de Santiuste (Islla del Castrón de Santiuste, Isla del Castrón de San Yuste) es una recortadísima y abrupta isla española de tres hectáreas de superficie situada en la costa del municipio de Llanes (Asturias), muy cerca del litoral. Carece de construcciones y está cubierta por una tenue capa de vegetación herbácea. Se realizan excursiones en barco para la práctica del buceo.
- Datos: Q11683930